# Pertoltická lípa
Pertoltická lípa je památný strom rostoucí na severu České republiky, ve Frýdlantském výběžku Libereckého kraje. Nachází se na východním úbočí nepojmenovaného vrcholu dosahujícího nadmořské výšky 322 metrů na území vesnice Horní Pertoltice, jež jsou součástí Pertoltic. Chráněna je na základě rozhodnutí vydaného 21. února 2006 městským úřadem ve Frýdlantě, které nabylo právní moci ke dni 14. března 2006.

## Popis
Chráněná lípa malolistá (Tilia cordata) je vysoká 24 metrů. Obvod jejího kmene dosahuje délky 403 centimetrů. V okolí stromu bylo vyhlášeno ochranné pásmo mající podobu kruhu, jehož poloměr dosahuje desetinásobku průměru kmene měřené ve výšce 1,3 metru nad terénem v době vyhlášení památkové ochrany. Poloměr kruh proto činí 12,9 metru. Ochranu získal coby výrazná dominanta v krajině, jež dosahuje nadprůměrného vzrůstu i věku.